# 维莱叙费尔
维莱叙费尔（法語：Villers-sur-Fère，法語發音：[vilɛʁ syʁ fɛʁ]，意为“费尔上方的维莱”）是法国皮卡第大区埃纳省的一个市镇，属于蒂耶里堡区

## 地名
与通常在法语地名中表示“在……河畔”之意的“sur”不同，该地名Villers-sur-Fère中的“sur”意为“在……上方”，表示名为维莱（Villers）的该地与费尔（Fère）的位置关系，并以“费尔上方的维莱”之名区分其他的“维莱”，且事实上在该地附近也并无“费尔河”存在。

## 地理
维莱叙费尔（49°10'54"N, 3°32'1"E）面积10.79 平方千米，位于法国上法蘭西大區埃纳省，该省份为法国北部内陆省份，北起北部省，西接索姆省和瓦兹省，东临阿登省和马恩省，西南至塞纳-马恩省，东北部与比利时接壤。
与维莱叙费尔接壤的市镇（或旧市镇、城区）包括：塔德努瓦地区费尔、塔德努瓦地区弗雷讷、塞尔日、瑟兰日和内勒。
维莱叙费尔的时区为UTC+01:00、UTC+02:00（夏令时）。

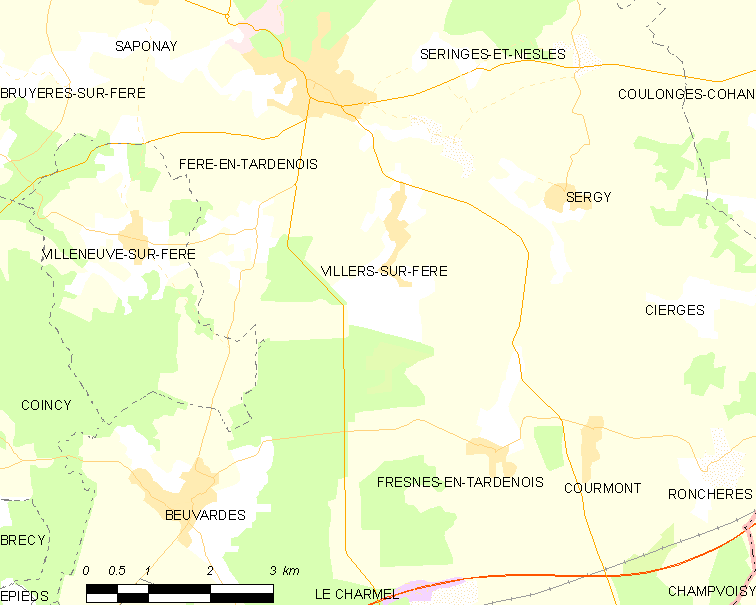
维莱叙费尔的OSM定位图

## 行政
维莱叙费尔的邮政编码为02130，INSEE市镇编码为02816。

## 政治
维莱叙费尔所属的省级选区为塔德努瓦地区费尔县。

## 人口

1962-2008年间维莱叙费尔人口变化图示

维莱叙费尔于2022年1月1日时的人口数量为517人。